# Liste des médaillés olympiques en pentathlon moderne
Liste présentant les médaillés en pentathlon moderne aux Jeux olympiques.

## Disciplines actuelles

### Épreuve individuelle masculine
| Édition                        | Or                          | Argent                       | Bronze                         |
| ------------------------------ | --------------------------- | ---------------------------- | ------------------------------ |
| Stockholm 1912                 | Gösta Lilliehöök (SWE)      | Gösta Åsbrink (SWE)          | Georg de Laval (SWE)           |
| Anvers 1920                    | Gustaf Dyrssen (SWE)        | Erik de Laval (SWE)          | Gösta Runö (SWE)               |
| Paris 1924                     | Bo Lindman (SWE)            | Gustaf Dyrssen (SWE)         | Bertil Uggla (SWE)             |
| Amsterdam 1928                 | Sven Thofelt (SWE)          | Bo Lindman (SWE)             | Helmut Kahl (GER)              |
| Los Angeles 1932               | Johan Oxenstierna (SWE)     | Bo Lindman (SWE)             | Richard Mayo (USA)             |
| Berlin 1936                    | Gotthard Handrick (GER)     | Charles Leonard (USA)        | Silvano Abba (ITA)             |
| Londres 1948                   | William Grut (SWE)          | George Moore (USA)           | Gösta Gärdin (SWE)             |
| Helsinki 1952                  | Lars Hall (SWE)             | Gábor Benedek (HUN)          | István Szondy (HUN)            |
| Melbourne 1956                 | Lars Hall (SWE)             | Olavi Mannonen (FIN)         | Väinö Korhonen (FIN)           |
| Rome 1960                      | Ferenc Németh (HUN)         | Imre Nagy (HUN)              | Robert Beck (USA)              |
| Tokyo 1964                     | Ferenc Török (HUN)          | Igor Novikov (URS)           | Albert Mokeev (URS)            |
| Mexico 1968                    | Björn Ferm (SWE)            | András Balczó (HUN)          | Pavel Lednev (URS)             |
| Munich 1972                    | András Balczó (HUN)         | Boris Onishchenko (URS)      | Pavel Lednev (URS)             |
| Montréal 1976                  | Janusz Pyciak-Peciak (POL)  | Pavel Lednev (URS)           | Jan Bártů (TCH)                |
| Moscou 1980                    | Anatoly Starostin (URS)     | Tamás Szombathelyi (HUN)     | Pavel Lednev (URS)             |
| Los Angeles 1984               | Daniele Masala (ITA)        | Svante Rasmuson (SWE)        | Carlo Massullo (ITA)           |
| Séoul 1988                     | János Martinek (HUN)        | Carlo Massullo (ITA)         | Vakhtang Iagorachvili (URS)    |
| Barcelone 1992                 | Arkadiusz Skrzypaszek (POL) | Attila Mizsér (HUN)          | Eduard Zenovka (EUN)           |
| Atlanta 1996                   | Alexandre Paryguin (KAZ)    | Eduard Zenovka (RUS)         | János Martinek (HUN)           |
| Sydney 2000                    | Dmitri Svatkovski (RUS)     | Gábor Balogh (HUN)           | Pavel Dovgal (BLR)             |
| Athènes 2004                   | Andreï Moïsseïev (RUS)      | Andrejus Zadneprovskis (LTU) | Libor Capalini (CZE)           |
| Pékin 2008                     | Andreï Moïsseïev (RUS)      | Edvinas Krungolcas (LTU)     | Andrejus Zadneprovskis (LTU)   |
| Londres 2012                   | David Svoboda (CZE)         | Cao Zhongrong (CHN)          | Ádám Marosi (HUN)              |
| Rio de Janeiro 2016            | Aleksander Lesun (RUS)      | Pavlo Tymoshchenko (UKR)     | Ismael Hernández Uscanga (MEX) |
| Tokyo 2020                     | Joseph Choong (GBR)         | Ahmed El-Gendy (EGY)         | Jun Woong-tae (KOR)            |
| Paris 2024 résultats détaillés | Ahmed El-Gendy (EGY)        | Taishu Sato (JPN)            | Giorgio Malan (ITA)            |

### Épreuve individuelle féminine
| Édition                        | Or                       | Argent                   | Bronze                    |
| ------------------------------ | ------------------------ | ------------------------ | ------------------------- |
| Sydney 2000                    | Stephanie Cook (GBR)     | Emily deRiel (USA)       | Kate Allenby (GBR)        |
| Athènes 2004                   | Zsuzsanna Vörös (HUN)    | Jeļena Rubļevska (LAT)   | Georgina Harland (GBR)    |
| Pékin 2008                     | Lena Schöneborn (GER)    | Heather Fell (GBR)       | Victoria Tereshchuk (UKR) |
| Londres 2012                   | Laura Asadauskaitė (LTU) | Samantha Murray (GBR)    | Yane Marques (BRA)        |
| Rio de Janeiro 2016            | Chloe Esposito (AUS)     | Élodie Clouvel (FRA)     | Oktawia Nowacka (POL)     |
| Tokyo 2020                     | Kate French (GBR)        | Laura Asadauskaite (LTU) | Sarolta Kovacs (HUN)      |
| Paris 2024 résultats détaillés | Michelle Gulyás (HUN)    | Élodie Clouvel (FRA)     | Seong Seung-min (KOR)     |

## Anciennes disciplines olympiques

### Épreuve par équipes masculine
| Édition          | Or                                                               | Argent                                                                         | Bronze                                                            |
| ---------------- | ---------------------------------------------------------------- | ------------------------------------------------------------------------------ | ----------------------------------------------------------------- |
| Helsinki 1952    | Hongrie Gábor Benedek Aladár Kovácsi István Szondy               | Suède Claes Egnell Lars Hall Torsten Lindqvist                                 | Finlande Olavi Mannonen Olavi Rokka Lauri Vilkko                  |
| Melbourne 1956   | Union soviétique Ivan Deryugin Igor Novikov Aleksandr Tarasov    | États-Unis William Andre Jack Daniels George Lambert                           | Finlande Berndt Katter Väinö Korhonen Olavi Mannonen              |
| Rome 1960        | Hongrie András Balczó Imre Nagy Ferenc Németh                    | Union soviétique Igor Novikov Hanno Selg Nikolai Tatarinov                     | États-Unis Robert Beck Jack Daniels George Lambert                |
| Tokyo 1964       | Union soviétique Viktor Mineyev Albert Mokeev Igor Novikov       | États-Unis David Kirkwood James Moore Paul Pesthy                              | Hongrie Imre Nagy Ferenc Török Ottó Török                         |
| Mexico 1968      | Hongrie András Balczó István Móna Ferenc Török                   | Union soviétique Pavel Lednev Boris Onishchenko Stasys Šaparnis                | France Jean-Pierre Giudicelli Raoul-Pierre Guéguen Lucien Guiguet |
| Munich 1972      | Union soviétique Pavel Lednev Boris Onishchenko Vladimir Shmelev | Hongrie Pál Bakó András Balczó Zsigmond Villányi                               | Finlande Risto Hurme Martti Ketelä Veikko Salminen                |
| Montréal 1976    | Grande-Bretagne Jeremy Fox Robert Nightingale Adrian Parker      | Tchécoslovaquie Jiří Adam Jan Bártů Bohumil Starnovský                         | Hongrie Tamás Kancsal Tibor Maracskó Szvetiszláv Sasics           |
| Moscou 1980      | Union soviétique Pavel Lednev Evegeny Lipeev Anatoly Starostin   | Hongrie László Horváth Tibor Maracskó Tamás Szombathelyi                       | Suède George Horvath Lennart Pettersson Svante Rasmuson           |
| Los Angeles 1984 | Italie Pierpaolo Cristofori Daniele Masala Carlo Massullo        | États-Unis Dean Glenesk Robert Gregory Losey Michael Storm                     | France Didier Boubé Joël Bouzou Paul Four                         |
| Séoul 1988       | Hongrie László Fábián János Martinek Attila Mizsér               | Italie Daniele Masala Carlo Massullo Gianluca Tiberti                          | Grande-Bretagne Graham Brookhouse Dominic Mahony Richard Phelps   |
| Barcelone 1992   | Pologne Maciej Czyżowicz Dariusz Goździak Arkadiusz Skrzypaszek  | Équipe unifiée de l'ex-URSS Anatoly Starostin Dmitri Svatkovski Eduard Zenovka | Italie Roberto Bomprezzi Carlo Massullo Gianluca Tiberti          |